# Andrův stadion
Andrův stadion, é um estádio de futebol localizado em Olomouc, República Tcheca. Com capacidade para 12 mil pessoas, é a casa do time SK Sigma Olomouc.